# Crizotinib
Le crizotinib est une molécule inhibitrice de plusieurs tyrosine kinases, en cours de développement dans le traitement de certains cancers.

## Cibles
Il inhibe l'ALK (« Anaplastic lymphoma kinase »), le MET (« Mesenchymal-Epithelial Transition ») et le ROS1. Il existe cependant des formes résistantes correspondant à des mutations sur ALK ou sur ROS1.

## Évaluations
Dans les cancers pulmonaires non à petites cellules, dits « ALK+ » et résistants aux autres traitements, le crizotinib améliore les symptômes et la qualité de vie sans modifier la mortalité. Il a également une activité tumorale dans ces mêmes cancers comportant un ré-arrangement du gène ROS1.